# Dipartimento del Lario (1797)
Il dipartimento del Lario fu uno dei dipartimenti italiani creati in età napoleonica su modello di quelli francesi, esistito brevemente dal 1797 al 1798. Aveva come capoluogo la città di Como.

## Storia
Il dipartimento del Lario fu creato l'8 luglio 1797, come suddivisione amministrativa della neonata Repubblica Cisalpina.
Il territorio corrispondeva a quello della vecchia provincia di Como della Lombardia austriaca, sensibilmente ampliata a sud con la Brianza occidentale ex milanese e, dopo la legge del 24 brumaio VI, a nord con la val Chiavenna ex svizzera.
L'amministrazione centrale fu affidata ad un direttorio di cinque membri nominati da Napoleone e sorvegliati da un commissario del governo.
Il 1º settembre 1798, con la nuova suddivisione della Repubblica Cisalpina in dipartimenti, il dipartimento fu soppresso e il suo territorio annesso in massima parte al dipartimento d'Olona, con capoluogo Milano. La zona dell'Alto Lario, ossia i distretti già svizzeri e quello di Domaso, fu invece aggregata al dipartimento dell'Adda e dell'Oglio, con capoluogo Morbegno.
Il dipartimento fu ricostituito nel 1801 alla seconda creazione della Repubblica Cisalpina, su territori che erano appartenuti ai vecchi dipartimenti del Lario e del Verbano, fusi con il dipartimento dell'Adda e dell'Oglio.

### Suddivisione amministrativa
All'atto dell'istituzione (Legge 7 germinale VI, 27 marzo 1798), il dipartimento era così suddiviso:
- distretto I, comune di Como col suo circondario esterno formato dai Borghi e cosiddetti Corpi Santi
- distretto II di Domaso[3]
  - Bugiallo; Consiglio di Rumo; Cremia; Domaso; Dongo; Dosso del Liro con Alpi di Camedo; Garzeno; Gera; Germasino con Alpi di Pozzolo e di Stazzona; Gravedona; Livo; Montemezzo; Musso; Pellio; Pianello; Rezzonico; San Siro; Sant'Abbondio; Sorico; Stazzona; Traversa con Naro; Trezzone; Vercana
- distretto III di Porlezza
- distretto IV di Tremezzo
- distretto V di Laglio
- distretto VI di Uggiate
- distretto VII della pieve di Zezio inferiore
- distretto VIII di Fino
- distretto IX, comune di Cantù ex pieve di Galliano
- distretto X di Mariano
- distretto XI di Erba
- distretto XII, comune di Seregno ex pieve di Desio
- distretto XIII di Desio
- distretto XIV di Seveso
- distretto XV, comune di Val San Giacomo
- distretto XVI di Chiavenna
- distretto XVII di Gordona